# Tosha Schareina Marzal
Tosha Schareina Marzal   (València, 3 de juny de 1995) és un pilot de motociclisme valencià que ha destacat en les modalitats de l'enduro i el ral·li raid. És fill de Torsten Alexander Schareina, alemany nascut a Brunsvic (prop de Hannover) i de la valenciana Mara Marzal. Des del 2023 forma part de l'equip oficial d'Honda, amb el qual competeix en ral·lis internacionals.

## Carrera esportiva

### Primers anys
L'oncle matern de Tosha, Mariano, residia a Paterna i competia en motocròs. Fou ell qui l'introduí en el món del motociclisme a edat primerenca. Des d'aleshores, Schareina competí durant anys en curses de motocròs i enduro arreu de l'estat.
El 2015, a 20 anys, va guanyar el Campionat d'Espanya de Cross Country en categoria Júnior amb una Sherco. Aquell any va signar el seu primer contracte professional amb Husqvarna i va tornar a guanyar el Campionat d'Espanya, ara ja en categoria Sènior. A més, va participar per primer cop en curses del campionat del món d'enduro i als Sis Dies Internacionals d'Enduro (ISDE), on formà part de la selecció espanyola durant quatre anys seguits.

### Ral·lis
Schareina va debutar en curses de ral·li raid el 2020 i aquell any mateix va guanyar el Ral·li d'Andalusia. El 2021 va debutar al Ral·li Dakar amb una KTM i va acabar la prova en tretzena posició, a més de ser-ne el segon millor debutant i guanyar la categoria Marató. El 2022 va guanyar la Baja Aragón, però no va poder participar al Ral·li Dakar en fer tard a les inscripcions. El 2023 va entrar a l'equip Monster Energy Honda, amb el qual va tornar a guanyar la Baja Aragón i va obtenir una altra victòria al raid argentí Desafío Ruta 40, a més de tornar a classificar-se tretzè al Ral·li Dakar.
El 2024 va patir una caiguda al Ral·li Dakar en què es va fracturar el canell, fet que li va impedir de puntuar i de participar en l'Abu Dhabi Desert Challenge. Els punts perduts en ambdues curses van fer-li perdre les seves opcions al títol del Campionat W2RC, en què malgrat tot va aconseguir la tercera plaça final gràcies al seu retorn a les curses amb victòria al Ral·li de Portugal (on obtingué tres victòries d'etapa), un segon lloc al Desafío Ruta 40 (en va guanyar el pròleg i dues etapes més) i un altre segon lloc al Ral·li del Marroc (en va guanyar el pròleg i dues etapes més). Aquell any, a més, Schareina va guanyar la Copa del Món E-Xplorer de la FIM, un nou campionat reservat a motos elèctriques.
Shareina va acabar el Ral·li Dakar del 2025 en segona posició, a menys de nou minuts del guanyador Daniel Sanders, després d'haver anat segon durant bona part de la cursa.

## Palmarès
- 1 Campionat d'Espanya de Cross Country Júnior (2015)
- 1 Campionat d'Espanya de Cross Country (2016)
- 1 Copa del Món FIM E-Xplorer (2024)

### Victòries en ral·lis
- 1 Hispania Rally (2019)
- 1 Rally Todo Terreno de Cuenca (2020)
- 2 Baja Aragón (2022-2023)
- 1 BP Ultimate Rally Raid Portugal (2024)
- 1 Ral·li del Marroc (2024)

### Resultats al Ral·li Dakar
| Any  | Categoria | Equip                     | Motocicleta           | Pos. | Vic. |
| ---- | --------- | ------------------------- | --------------------- | ---- | ---- |
| 2021 | Moto      | FN Speed - KTM Team       | KTM 450 Rally Replica | 13è  | 0    |
| 2023 | Moto      | Bas World KTM Racing Team | KTM 450 Rally Replica | 13è  | 0    |
| 2024 | Moto      | Monster Energy Honda Team | Honda CRF 450 Rally   | Ret. | 1    |
| 2025 | Moto      | Monster Energy Honda Team | Honda CRF 450 Rally   | 2n   | 1    |

### Resultats al W2RC
A 18 de gener del 2025
| Any  | Equip                     | Motocicleta         | 1        | 2        | 3     | 4     | 5     | Pos. | Punts |
| ---- | ------------------------- | ------------------- | -------- | -------- | ----- | ----- | ----- | ---- | ----- |
| 2024 | Monster Energy Honda Team | Honda CRF 450 Rally | DAK Ret. | ABU Ret. | POR 1 | DES 2 | MAR 2 | 3r   | 70    |
| 2025 | Monster Energy Honda Team | Honda CRF 450 Rally | DAK 2    | ABU      | SUD   | POR   | MAR   |      | 30    |